# Cichlocolaptes
Cichlocolaptes är ett fågelsläkte i familjen ugnfåglar inom ordningen tättingar. Släktet omfattar endast två till tre arter, varav en nyligen beskriven och utdöd, som förekommer i nordöstra och östra Brasilien:
- Blekbrynad trädletare (C. leucophrus)
  - Cichlocolaptes [l.] holti – urskiljs som egen art av BirdLife International
- Alagoasträdletare (C. mazarbarnetti) – nyligen beskriven och utdöd